# Maxwell Jacob Friedman
 (juillet 2021).
Maxwell Tyler Friedman (né le 15 mars 1996 à Plainview (New York)) est un catcheur (lutteur professionnel) américain. Il travaille à la All Elite Wrestling et la Consejo Mundial de Lucha Libre, sous le nom de Maxwell Jacob Friedman, abrégé en MJF. Il est l'actuel champion du monde poids-lourds Light de la CMLL.
Il fait des apparitions régulières dans des fédérations indépendantes, comme la Combat Zone Wrestling (CZW) et la Major League Wrestling (MLW).
Il commence sa carrière en 2015 et lutte à la CZW peu de temps après ses débuts. Il y remporte à deux reprises le championnat télévision câblée et une fois le championnat du monde poids lourd. Il reste dans cette fédération jusqu'à la fin de l'année 2018. À partir de 2017, il lutte à la MLW et y devient le premier champion du monde des poids moyen et est champion du monde par équipes avec Richard Holiday. Il quitte la MLW en 2020 après avoir signé un contrat avec la AEW et ensuite en 2022 devient champion mondial de AEW.

## Jeunesse
Maxwell Tyler Friedman grandit à Plainview dans la banlieue de New York. Il devient fan de catch en regardant les émissions de la World Wrestling Federation / World Wrestling Entertainment puis s'intéresse au catch des années 1980. Il y voit des matchs et des interviews de Roddy Piper et ce dernier va inspirer son personnage de catcheur. Au lycée, il fait partie de l'équipe de football américain où il est middle linebacker. Après le lycée, il refuse une bourse universitaire du Hartwick College (en) pour faire partie de l'équipe de football américain et préfère devenir catcheur.

## Carrière de catcheur

### Débuts (2015)
Maxwell Tyler Friedman s'entraîne à l'école de catch de la Create A Pro Wrestling Academy, une école et une petite fédération de catch basée Hicksville, auprès de Curt Hawkins et Pat Buck. Il y fait ses débuts après trois mois d'apprentissage en 2015 sous le nom de Maxwell Jacob Feinstein,. Durant cette période, il participe au casting de WWE Tough Enough mais il n'est pas retenu. Il lutte dans diverses fédérations de catch de l'État de New York et du New Jersey.

### Combat Zone Wrestling (2015-2018)
Friedman fait ses débuts à la Combat Zone Wrestling (CZW) dans l'émission CZW Dojo Wars sous le nom de Pete Lightning dès 2015. Il fait régulièrement des matchs par équipes avec Hous Blazer. 
À l'été 2016, il revient à CZW Dojo Wars sous le nom de Maxwell Jacob Feinstein. En septembre et octobre, il participe au tournoi Dramatic Destination Series où il ne parvient pas à sortir de la phase de groupe.
Le 11 février 2017 au cours du spectacle célébrant le 18e anniversaire de la CZW, il arrive dans les principaux spectacles de cette fédération,. Il y bat très rapidement Billy Danvers grâce aux interventions de Shlak et Dan O’Hare. Le 13 mai, il devient championnat télévision câblée de la CZW en battant Johnny Yuma. Son règne prend fin le 14 octobre après sa défaite face à Joey Janela. Friedman récupère ce titre le 9 décembre à Cage of Death 19.
Le 10 février 2018, la CZW organise CZW Nineteen pour célèbre le 19e anniversaire de cette fédération. Ce jour-là, Friedman défend avec succès son titre de champion télévision câblée face à Alex Colon. Plus tard, il devient challenger pour le championnat du monde poids lourd de la CZW en remportant un Rumble match. Le 14 avril durant le tournoi Best of the Best, il devient champion du monde poids lourd après sa victoire sur Rickey Shane Page. Plus tard, il interrompt la célébration de David Starr, qui vient de remporter le tournoi Best of the Best, aux côtés du finaliste Zachary Wentz et de DJ Hyde (en). Il provoque Starr et Wentz en disant qu'ils ne sont pas l'avenir de la CZW et ces derniers lui répondent avec un coup de pied au visage des deux catcheurs ; DJ Hyde le sanctionne aussi en lui retirant le championnat télévision câblée. Le 25 novembre, il annonce sur son compte Twitter qu'il s'est fracturé l'épaule et qu'il ne peut donc pas défendre son titre face à Rickey Shane Page.

### Major League Wrestling(2017-2020)
Débu septembre 2017, la Major League Wrestling (MLW) annonce que Maxwell Jacob Friedman va lutter le 5 octobre à MLW: One-Shot. À MLW: One-Shot, il bat Johnny Yuma.
Le 15 janvier 2018, la MLW le place dans le tournoi pour désigner le nouveau champion du monde poids lourd de la MLW qui va avoir lieu le 8 février. Il s'y fait éliminer dès le premier tour par Jimmy Havoc. Début juillet, la MLW présente les matchs pour Battle Riot le 19 juillet où Friedman va se retrouver face à Joey Ryan dans un match pour désigner le premier champion du monde des poids moyen de la MLW. À Battle Riot, il remporte son combat face à Ryan et devient champion du monde des poids moyen. Plus tard, il participe au Battle Riot match, une variante du Royal Rumble match où on peut aussi éliminer ses adversaires par tombé ou soumission. Il entre en 37e position et se fait rapidement éliminer par Tom Lawlor. Il défend pour la première fois son titre de champion du monde des poids moyens le 10 août face à Joey Janela dans un match où le tombé peut se faire n'importe où. À la fin du combat, Aria Blake qui est la petite amie de Janela attaque ce dernier en cassant une bouteille sur sa tête. Cela permet à MJF de remporter ce combat. Il est contraint de rendre son titre après s'être cassé l'épaule fin novembre.
Il revient à la MLW le 16 février 2019 où il ne parvient pas à battre Teddy Hart dans un match pour le championnat du monde des poids moyens détenu par ce dernier. Après le combat, Hart se fait attaquer par Richard Holliday et est rejoint par MJF. Dans les semaines qui suivent, Alexander Hammerstone rejoint ce duo pour former le clan The Dynasty. Ils sont alors les principaux rivaux de la Hart Foundation (Teddy Hart, Davey Boy Smith, Jr. et Brian Pillman, Jr.), qui sont alors champions du monde par équipes de la MLW, qu'ils battent dans un combat de table le 27 avril. MJF et Holliday deviennent champions du monde par équipes durant l'épisode de MLW Fusion diffusé le 13 juillet où ils battent Hart et Pillman dans un match de l'échelle. Ils défendent ce titre avec succès face à Hart et Smith, Jr. dans un match au meilleur des trois tombés grâce à l'intervention en fin de match d'Austin Aries qui frappe Hart. Le 12 octobre, ils conservent leur titre après leur victoire face à L.A. Park et El Hijo de L.A. Park (en). Leur règne prend fin le 2 novembre après leur défaite face à Ross et Marshall von Erich dans un match par équipes Texas Tornado,. En décembre, la MLW annonce que MJF va affronter son allié Alexander Hammerstone au premier tour de l'Opera Cup (en). Ils se retrouvent face à face le 21 décembre et MJF demande à Hammerstone de se coucher avant le combat. Ce dernier refuse et se qualifie pour la demi-finale de ce tournoi. 
En février 2020, la MLW annonce que The Dynasty va produire l'épisode de MLW Fusion du 15 février. Ce jour-là, MJF et Holliday ne parviennent pas à récupérer le championnat du monde par équipes de la MLW à cause de l'intervention de Mance Warner pour mettre fin aux interférences d'Alexander Hammerstone et Gino Medina. MJF et Warner s'affrontent le 4 avril dans un Loser Leaves Town match que MJF perd ce qui marque son départ de la MLW,.

### All Elite Wrestling(2019-...)
Le 8 janvier 2019, il signe officiellement avec la nouvelle fédération de catch de Tony Khan : la All Elite Wrestling. 
Le 25 mai lors du pré-show de Double or Nothing, il entre dans la Casino Battle Royale en 21e position, élimine Dustin Thomas, Brandon Cutler et Glacier, avant d'être lui-même éliminé en dernier par le futur gagnant, "Hangman" Adam Page. Le 29 juin à Fyter Fest, il perd un Fatal 4-Way Match face à "Hangman" Adam Page, qui inclut également Jungle Boy et Jimmy Havoc. 
Le 13 juillet à Fight for the Fallen, Sammy Guevara, Shawn Spears et lui battent Darby Allin, Jimmy Havoc et Joey Janela dans un 6-Man Tag Team Match. Le 31 août à All Out, il accompagne Cody et assiste à sa victoire sur Shawn Spears.
Le 2 octobre lors du premier Dynamite, il bat Brandon Cutler par soumission. Le 9 novembre à Full Gear, il fait perdre Cody face à Chris Jericho pour le titre mondial de la AEW par abandon, en jetant la serviette de son partenaire. Après le combat, il effectue un Heel Turn en lui portant un Low-Blow. Il trouve ensuite un garde du corps nommé Wardlow. Le 27 novembre à Dynamite, il remporte la Dynamite Diamond King en battant "Hangman" Adam Page. 
Le 29 février 2020 à Revolution, il bat Cody dans un Grudge Match.
Le 23 mai à Double or Nothing, il bat Jungle Boy. 
Le 1er juillet à Fyter Fest, Wardlow et lui perdent face à Jurassic Express (Luchasaurus et Jungle Boy). Le 5 septembre à All Out, il ne remporte pas le titre mondial de la AEW, battu par Jon Moxley, subissant sa première défaite par tombé. 

#### The Inner Circle (2020–2021)
Le 7 novembre à Full Gear, il bat Chris Jericho, permettant à Wardlow et lui de devenir des nouveaux membres du Inner Circle,. Le 9 décembre à Dynamite, il conserve sa bague en battant Orange Cassidy. Le 30 décembre à Dynamite spécial Brodie Lee, Ortiz, Santana et lui perdent face au Dark Order (Alex Reynolds et John Silver) et à "Hangman" Adam Page dans un 6-Man Tag Team Match.
Le 20 janvier 2021 à Dynamite, Chris Jericho et lui remportent un 3-Way Tag Team Match en battant Jake Hager, Sammy Guevara, Ortiz et Santana, devenant l'équipe officielle du Inner Circle. Le 7 mars à Revolution, ils ne remportent pas les titres mondiaux par équipe de la AEW, battus par les Young Bucks.

#### The Pinnacle (2021–2022)
Le 10 mars à Dynamite, il est renvoyé du Inner Circle. En effet, Sammy Guevara fait son retour et révèle à Chris Jericho un enregistrement inattendu : il a demandé à Jake Hager, Ortiz et Santana de se débarrasser du leader du clan, mais son plan a échoué. Après son renvoi, il révèle avoir créé son propre clan: The Pinnacle, composé de Wardlow, FTR (Cash Wheeler et Dax Harwood), Shawn Spears et Tully Blanchard, puis ses nouveaux alliés et lui attaquent le clan rival.
Le 5 mai à Dynamite: Bloods and Guts, le Pinnacle bat l'Inner Circle dans un Blood & Guts match par capitulation. Le 30 mai à Double or Nothing, son clan perd le match revanche face au clan rival dans un Stadium Stampede match.
Le 5 septembre à All Out, il perd face à Chris Jericho.
Le 13 novembre à Full Gear, il bat Darby Allin. Le 15 décembre à Dynamite: Winter is Coming, il conserve sa bague en battant Dante Martin.
Le 6 mars 2022 à Revolution, il perd face à CM Punk dans un Dog Collar match.
Le 29 mai à Double or Nothing, il perd face à Wardlow. Le 1er juin à Dynamite, il fait une promo «coup de gueule», dans laquelle il reproche non seulement aux fans, mais aussi aux autres catcheurs de la compagnie, ainsi qu'à son propre patron Tony Khan, de ne pas le reconnaître à sa juste valeur, car il s'est donné corps et âme pour l'entreprise et a dû se battre pour s'y faire une place. Il reproche également à son employeur de recruter d'anciennes Superstars de la WWE à ses dépens, puis exige d'être renvoyé. 5 jours plus tard, à la suite de sa promo, il est retiré du roster de l'AEW, tout comme ses produits dérivés du merchandising de la compagnie.

#### Retour en solo, champion du monde, champion du monde par équipes de la ROH avec Adam Cole et blessure (2022-2023)
Le 4 septembre à All Out, il fait son retour en tant que Joker et catcheur mystère, et remporte le Casino Ladder Match avec l'aide de Stokely Hathaway qui a décroché le jeton pour lui. Plus tard dans la soirée, après la victoire de CM Punk sur Jon Moxley pour le titre mondial de la AEW, il révèle son identité.
Le 18 octobre à Dynamite, après la conservation du titre mondial de Jon Moxley sur "Hangman" Adam Page via arrêt du médecin, il s'apprête à utiliser son jeton, mais y renonce et annonce l'encaisser à Full Gear. Le 19 novembre à Full Gear, il devient le nouveau champion du monde en battant Jon Moxley, avec l'aide du poing américain de William Regal, remporte le titre pour la première fois de sa carrière, devient le plus jeune catcheur de l'histoire à gagner ce titre et prend ainsi sa revanche sur son même adversaire dans le match perdu deux années auparavant.
Le 5 mars 2023 à Revolution, il conserve son titre en battant Bryan Danielson par soumission dans un 60-Minute Iron Man match (4-3).
Le 28 mai à Double or Nothing, il conserve son titre en battant Darby Allin, "Jungle Boy" Jack Perry et Sammy Guevara dans un 4-Way match. Le 25 juin à Forbidden Door, il conserve son titre en battant Hiroshi Tanahashi. 
Le 19 juillet à Dynamite: Blood & Guts, Adam Cole et lui forment officiellement une équipe intitulée Better Than You, Bay Bay et ensemble, ils remportent le tournoi Blind Eliminator Tag Team en battant Sammy Guevara et Daniel Garcia en finale et deviennent aspirants no 1 aux titres mondiaux par équipes. 10 soirs plus tard à Collision, ils ne remportent pas les ceintures mondiales par équipes, battus par FTR. Après le match, alors qu'il allait s'attaquer à son propre équipier, il change d'avis, effectue un Face Turn, puis les deux catcheurs se prennent mutuellement dans les bras et célèbrent avec leurs adversaires. Le 27 août lors du pré-show à All In, ils deviennent les nouveaux champions du monde par équipes de la ROH en battant Aussie Open (Kyle Fletcher et Mark Davis) et remportent les titres pour la première fois de leurs carrières. De ce fait, il devient également double champion. À la fin de la soirée, il conserve son titre en battant son meilleur ami. Le 3 septembre à All Out, son coéquipier et lui conservent leurs titres en battant le Dark Order (Alex Reynolds et John Silver). Après le combat, alors qu'il est blessé à la nuque, il se fait bousculer et agresser par Samoa Joe. Le 27 septembre à Dynamite, à la suite de l'annonce de la blessure et l'absence de son équipier pour WrestleDream, il prend la décision de défendre seul les ceintures lors du PPV.
4 soirs plus tard à WrestleDream, il conserve les titres en battant The Righteous (Vincent et Dutch) dans un 1-on-2 Handicap match. Le 18 novembre lors du pré-show à Full Gear, Samoa Joe et lui conservent les titres en battant les Gunns. Après le combat, ses adversaires le blessent à la cheville avec une chaise, puis il est évacué sur une civière et transporté d'urgence à l'hôpital. À la fin de la soirée, bien que blessé, il conserve son titre en battant Jay White. Le 27 décembre à Dynamite, il ne conserve pas les ceintures, battus par The Kingdom (Mike Bennett et Matt Taven) caché sous les identités d'hommes masqués du Diable dans un 1-on-2 Handicap match. 3 soirs plus tard à Worlds End, il ne conserve pas son titre mondial, battu par Samoa Joe par soumission. Après le combat, il découvre qu'Adam Cole est le catcheur derrière le masque du Diable, ce qui fait que ce dernier effectue un Heel Turn. Il est ensuite humilié par le Kingdom, Roderick Strong et Wardlow.
Le 3 janvier 2024, il souffre d'une blessure à l'épaule gauche et va devoir s'absenter pour une durée indéterminée.

#### Retour, champion International et The Hurt Syndicate (2024-...)
Le 26 mai 2024 à Double or Nothing, il fait son retour après presque 5 mois d'absence, fait semblant de se réconcilier avec Adam Cole, mais lui porte un Low Blow et annonce qu'il restera toujours dans la compagnie. Le 30 juin à Forbidden Door, il bat Hechicero.
3 soirs plus tard à Dynamite: Beach Break, il accompagne Daniel Garcia pour son match face à Will Ospreay pour le titre International et assiste à sa défaite. Après le combat, il lui fait un câlin, mais effectue un Heel Turn, car il lui porte un Low Blow, le tabasse brutalement, le fait saigner avant de lui porter un Tombstone Piledriver de la troisième corde. Deux semaines plus tard à Dynamite 250, il devient le nouveau champion International en battant Will Ospreay, remporte le titre pour la première fois de sa carrière et son second titre personnel. Le 25 août à All In, il ne conserve pas sa ceinture, battu par son même adversaire dans un match revanche. Pendant le combat, Daniel Garcia fait son retour et se venge de lui. Treize soirs plus tard à All Out, il bat Daniel Garcia.
Le 23 novembre à Full Gear, il bat Roderick Strong par soumission Le 28 décembre à Worlds End, il conserve sa bague en battant Adam Cole.
Le 9 mars 2025 à Revolution, il perd face à "Hangman" Adam Page. 
Le 21 mai à Dynamite, il rejoint officiellement The Hurt Syndicate.
Le 12 juillet à All In, il remporte le Men's Casino Gauntlet match et un contrat qui lui permet d'avoir un match pour le titre mondial à tout moment. 16 soirs plus tard à Dynamite, il est renvoyé du clan par Shelton Benjamin.

### Consejo Mundial de Lucha Libre (2024-...)
Le 3 août 2024 à Viernes Espectacular, il fait ses débuts à la Consejo Mundial de Lucha Libre, dispute son premier match et conserve sa ceinture mondiale en battant Templario. 
Un an plus tard au même show, il devient le nouveau champion du monde poids-lourds Light en battant Averno et remporte le titre pour la première fois de sa carrière.

## Palmarès
- AAW: Professional Wrestling Redefined (AAW)
  - 1 fois champion Héritage de l'AAW[99]

- All Elite Wrestling
  - 1 fois champion du monde de la AEW (plus long règne)
  - 1 fois champion international de la AEW
  - 6 fois vainqueur du Dynamite Diamond Ring (en) (2019, 2020, 2021, 2022, 2023 et 2024)

- Alpha-1 Wrestling (A-1)
  - 1 fois A1 champion Outer Limits de l'A-1[100]

- Combat Zone Wrestling (CZW)
  - 1 fois champion du monde poids lourd de la CZW[101]
  - 2 fois champion télévision câblée de la CZW[102]

- Dramatic Dream Team
  - 1 fois champion Ironman Heavymetalweight[103]
- Inspire Pro Wrestling
  - 1 fois champion Pure Prestige de l'Inspire Pro[104]
- LDN Wrestling
  - 2 fois champion de la LDN Capital Wrestling[105]

- Limitless Wrestling
  - 1 fois champion du monde de la Limitless Wrestling[106]

- Major League Wrestling (MLW)
  - 1 fois champion du monde des poids moyen de la MLW[107]
  - 1 fois champion du monde par équipe de la MLW avec Richard Holliday[108]

- Maryland Championship Wrestling (MCW)
  - 1 fois champion Rage Télévision de la MCW[109]

- Ring of Honor
  - 1 fois champion du monde par équipe de la ROH - avec Adam Cole

- Rockstar Pro Wrestling
  - 1 fois champion American Luchacore[110]
- WrestlePro
  - 1 fois champion par équipe de la WrestlePro avec Valerio Lamorte[111]
- Xcite Wrestling
  - 1 fois champion international de la Xcite[112]

## Récompenses des magazines
- Pro Wrestling Illustrated

| Année | 2017 | 2018 | 2019 | 2020 | 2021 | 2022 | 2023 | 2024 |
| ----- | ---- | ---- | ---- | ---- | ---- | ---- | ---- | ---- |
| Rang  | 384  | 352  | 135  | 22   | 26   | 16   | 6    | 7    |

- Wrestling Observer Newsletter
  - 10e rivalité de l'année 2019[114]
  - 7e catcheur ayant le plus progressé de l'année 2019[114]
  - 3e meilleur catcheur en interviews de l'année 2019[114]
  - 5e catcheur le plus charismatique de l'année 2019[114]

## Filmographie
- 2023 : Iron Claw (The Iron Claw) de Sean Durkin : Lance Von Erich (en)
- 2025 : Happy Gilmore 2 de Kyle Newacheck